# 東京都道・埼玉県道68号練馬川口線
東京都道・埼玉県道68号練馬川口線（とうきょうとどう・さいたまけんどう68ごう ねりまかわぐちせん）は、東京都練馬区を起点とし、埼玉県川口市に至る都県道（主要地方道）である。

## 概要
東京都練馬区から埼玉県川口市に至る路線であるが、練馬区内に狭隘区間が存在し、かつ起点方向への一方通行区間も存在するため、起点から終点方向への自動車での通行は不可能である。

### 路線データ
- 起点：東京都練馬区三原台2・3丁目（大泉街道下屋敷交差点、東京都道24号練馬所沢線交点）
- 終点：埼玉県川口市幸町（川口陸橋下交差点、埼玉県道35号川口上尾線交点）

- 支線
  - 起点：東京都板橋区三園1丁目50番地横（三園浄水場前交差点）
  - 終点：東京都板橋区三園（三園２丁目交差点、国道17号線 新大宮バイパス交点、高島陸橋下）

## 歴史
- 1993年（平成5年）5月11日 - 建設省から、都県道練馬川口線が練馬川口線として主要地方道に指定される[1]。

## 路線状況

### 通称
- 土支田通り（東京都道・埼玉県道24号練馬所沢線交点 - 土支田交差点）
- 笹目通り（土支田交差点 - 笹目橋南詰交点）
- 新大宮バイパス（笹目橋南詰交点 - 笹目橋北詰交点）
- オリンピック道路（笹目橋北詰交点 - 川口陸橋下交差点）

### 重複区間
都県境である笹目橋（荒川・新河岸川）において、以下の道路と重複している。
- 国道17号（新大宮バイパス）（東京都板橋区三園 - 戸田市早瀬）

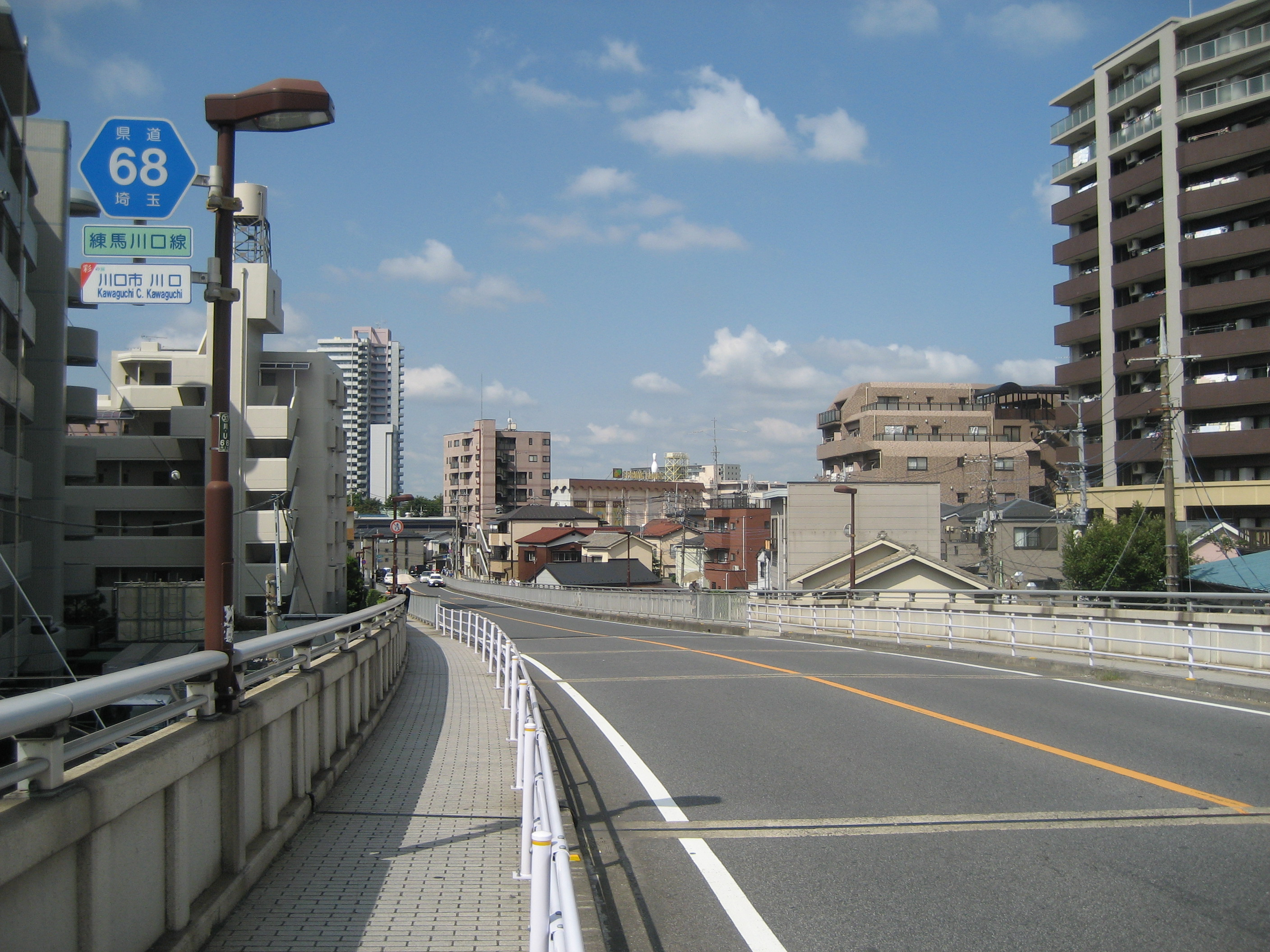
川口市川口陸橋付近

## 地理

### 通過する自治体
- 東京都
  - 練馬区
  - 板橋区
- 埼玉県
  - 和光市
  - 戸田市
  - 川口市

### 交差する道路
| 交差する道路                                | 交差する道路                                | 交差点名         | 所在地 | 所在地 |
| ------------------------------------------- | ------------------------------------------- | ---------------- | ------ | ------ |
| 東京都道24号練馬所沢線（大泉通り）          | 東京都道24号練馬所沢線（大泉通り）          |                  | 東京都 | 練馬区 |
| （東映通り）                                | -                                           |                  | 東京都 | 練馬区 |
| 東京都道24号練馬所沢線（目白通り）          | 東京都道24号練馬所沢線（目白通り）          | 比丘尼           | 東京都 | 練馬区 |
| 東京都道443号南田中町旭町線                 |                                             |                  | 東京都 | 練馬区 |
| 東京都道108号東京朝霞線                     |                                             | 土支田通り       | 東京都 | 練馬区 |
| 本線（笹目通り）東京都道443号南田中町旭町線 | 本線（笹目通り）東京都道443号南田中町旭町線 | 土支田           | 埼玉県 | 和光市 |
| （越後山通り）                              |                                             |                  | 埼玉県 | 和光市 |
| 国道254号（川越街道）                       | 国道254号（川越街道）                       | 和光陸橋         | 埼玉県 | 和光市 |
| 埼玉県道109号新座和光線（旧川越街道）       | 埼玉県道109号新座和光線（旧川越街道）       | （オーバーパス） | 埼玉県 | 和光市 |
| （昭和通り）                                | （正覚院通り）                              | 吹上観音前       | 埼玉県 | 和光市 |
| 埼玉県道88号和光インター線（水道道路）      |                                             |                  | 埼玉県 | 和光市 |
| 本線                                        | 東京都道447号赤羽西台線（高島通り）         | 三園浄水場前     | 東京都 | 板橋区 |
| 国道17号（新大宮バイパス）                  | 国道17号（新大宮バイパス）                  | 笹目橋           | 東京都 | 板橋区 |
| 首都高速5号池袋線                           | 首都高速5号池袋線                           | 戸田南IC         | 埼玉県 | 戸田市 |
| （氷川町通り）                              | 本線                                        | 氷川町3丁目      | 埼玉県 | 戸田市 |
| 埼玉県道236号新倉蕨線                       |                                             | 大前             | 埼玉県 | 戸田市 |
| 国道17号（中山道）                          | 国道17号（中山道）                          | 川岸3丁目        | 埼玉県 | 戸田市 |
| （東部センター通り）                        |                                             | 川岸             | 埼玉県 | 戸田市 |
| （中央通り）                                |                                             | 喜沢橋           | 埼玉県 | 戸田市 |
| 埼玉県道110号川口蕨線（環状線通り）市道     | 埼玉県道110号川口蕨線（環状線通り）市道     | 宮町             | 埼玉県 | 川口市 |
| 埼玉県道35号川口上尾線（産業道路）          |                                             | 川口陸橋下       | 埼玉県 | 川口市 |

### 沿線にある施設など
| 施設名                     | 所在地 | 所在地 |
| -------------------------- | ------ | ------ |
| 練馬区立三原台中学校       | 東京都 | 練馬区 |
| 練馬区立泉新小学校         | 東京都 | 練馬区 |
| 練馬区立橋戸小学校         | 東京都 | 練馬区 |
| 練馬区稲荷山憩いの森       | 東京都 | 練馬区 |
| 練馬区第5出張所            | 東京都 | 練馬区 |
| 板橋区立三園小学校         | 東京都 | 板橋区 |
| 西高島平駅                 | 東京都 | 板橋区 |
| 板橋トラックターミナル     | 東京都 | 板橋区 |
| 東京都水道局三園浄水場     | 東京都 | 板橋区 |
| コジマ×ビックカメラ 和光店 | 埼玉県 | 和光市 |
| 極楽湯 和光店              | 埼玉県 | 和光市 |
| 国立病院機構埼玉病院       | 埼玉県 | 和光市 |
| 和光市立白子小学校         | 埼玉県 | 和光市 |
| 和光市吹上出張所           | 埼玉県 | 和光市 |
| 戸田市立新曽小学校         | 埼玉県 | 戸田市 |
| 戸田公園駅                 | 埼玉県 | 戸田市 |
| 戸田市立戸田南小学校       | 埼玉県 | 戸田市 |
| 戸田市立戸田第二小学校     | 埼玉県 | 戸田市 |
| 戸田市立喜沢中学校         | 埼玉県 | 戸田市 |
| 天然温泉 七福の湯 戸田店   | 埼玉県 | 戸田市 |
| ララガーデン川口           | 埼玉県 | 川口市 |
| 川口市立仲町小学校         | 埼玉県 | 川口市 |
| 川口市立飯仲小学校         | 埼玉県 | 川口市 |
| 川口市西スポーツセンター   | 埼玉県 | 川口市 |
| リボンシティ               | 埼玉県 | 川口市 |
| 川口市立幸町小学校         | 埼玉県 | 川口市 |

## ギャラリー

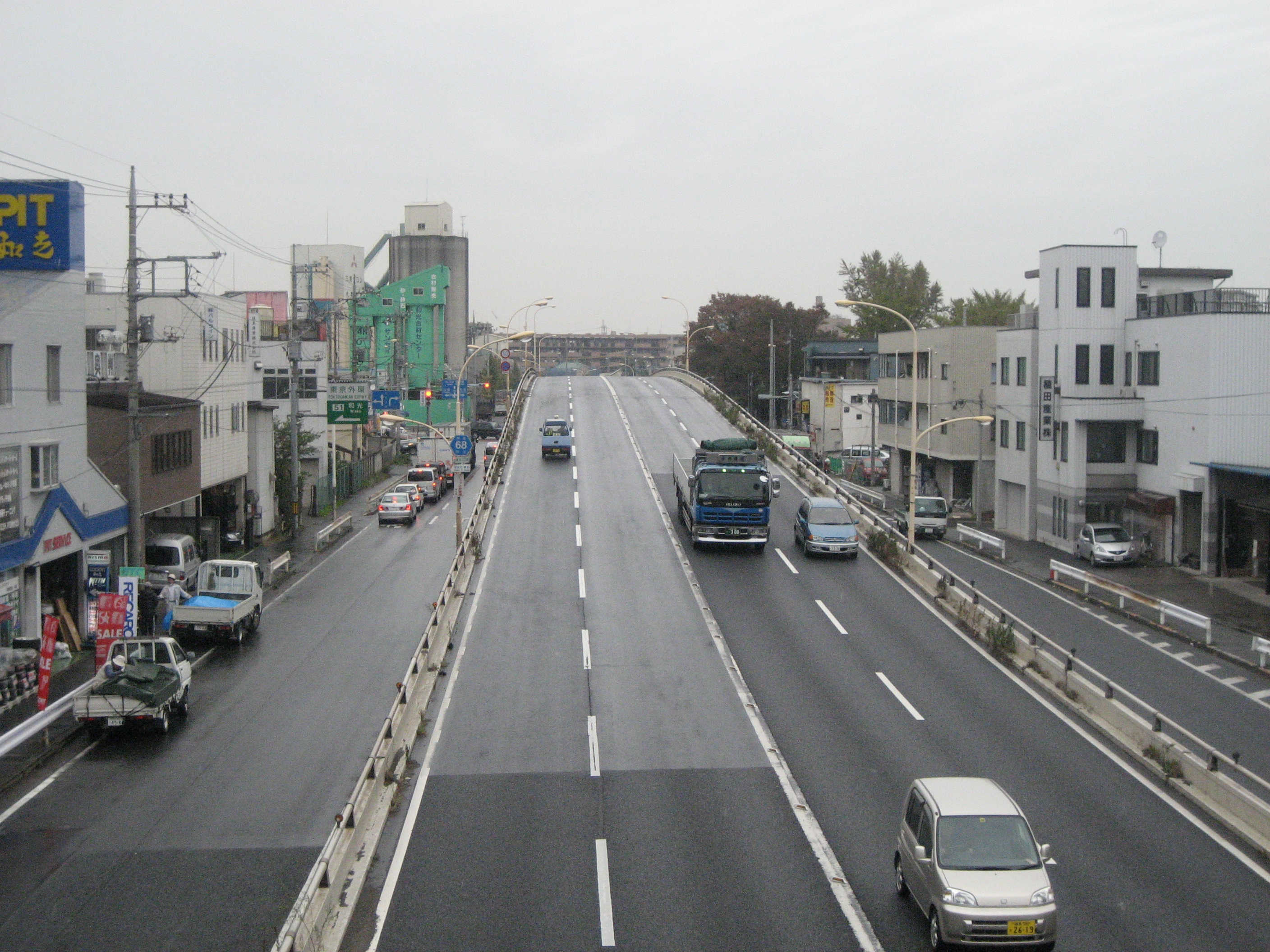
和光市和光陸橋付近
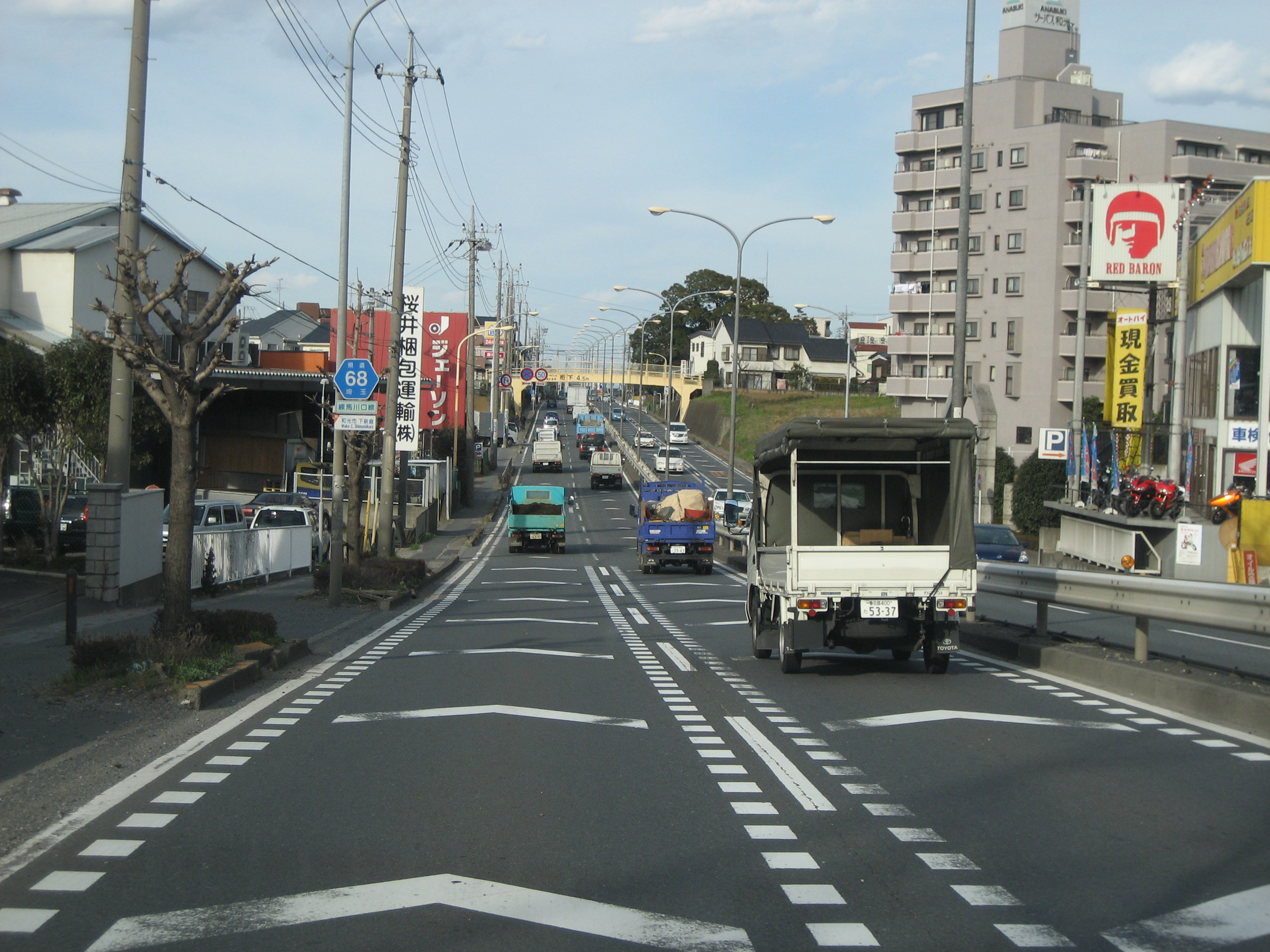
和光市下新倉付近
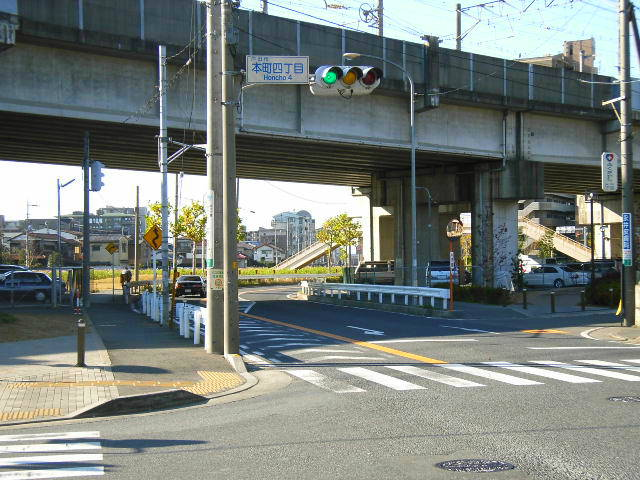
埼京線との交差（埼玉県戸田市、2004年12月）
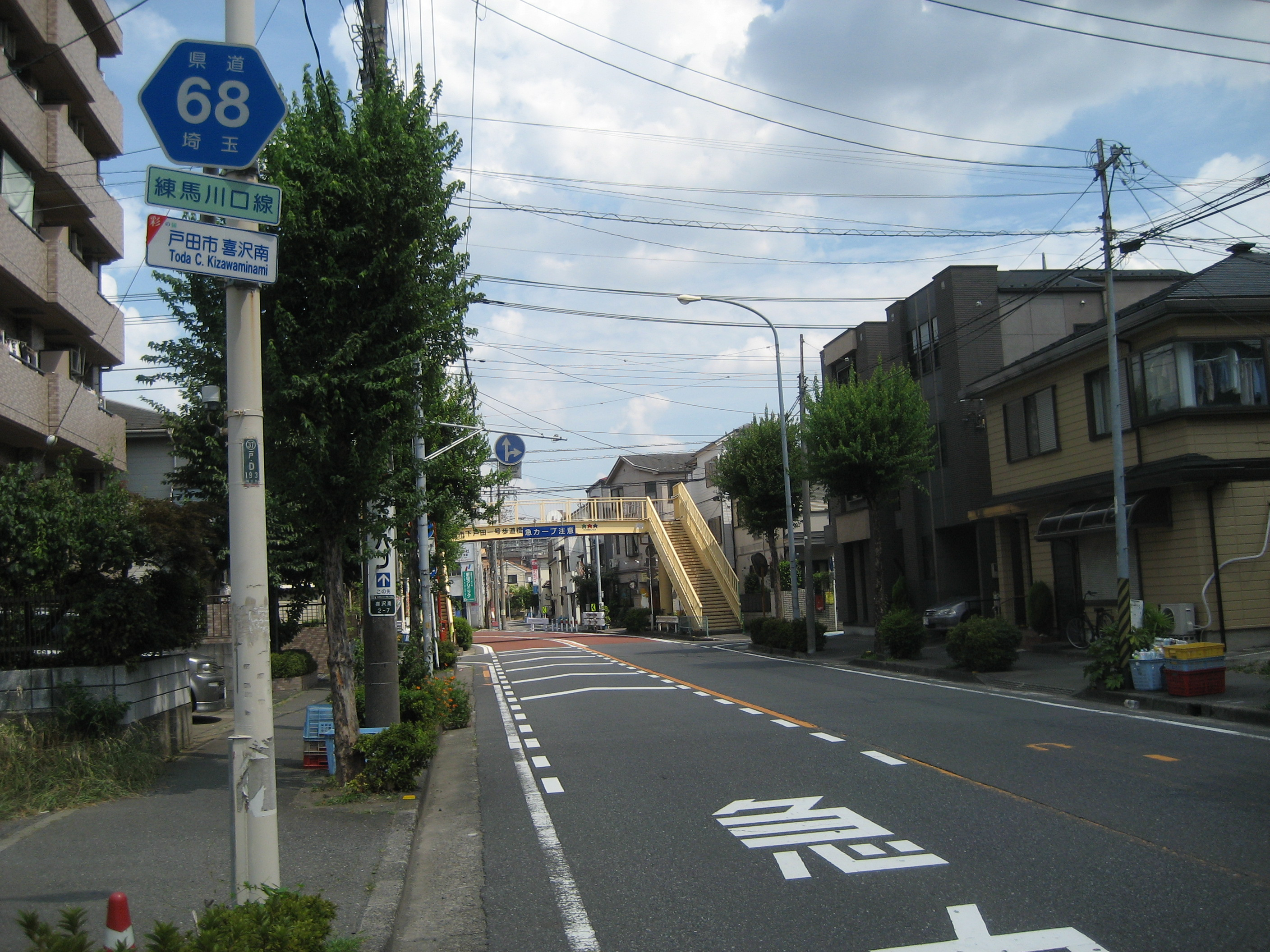
戸田市喜沢南付近
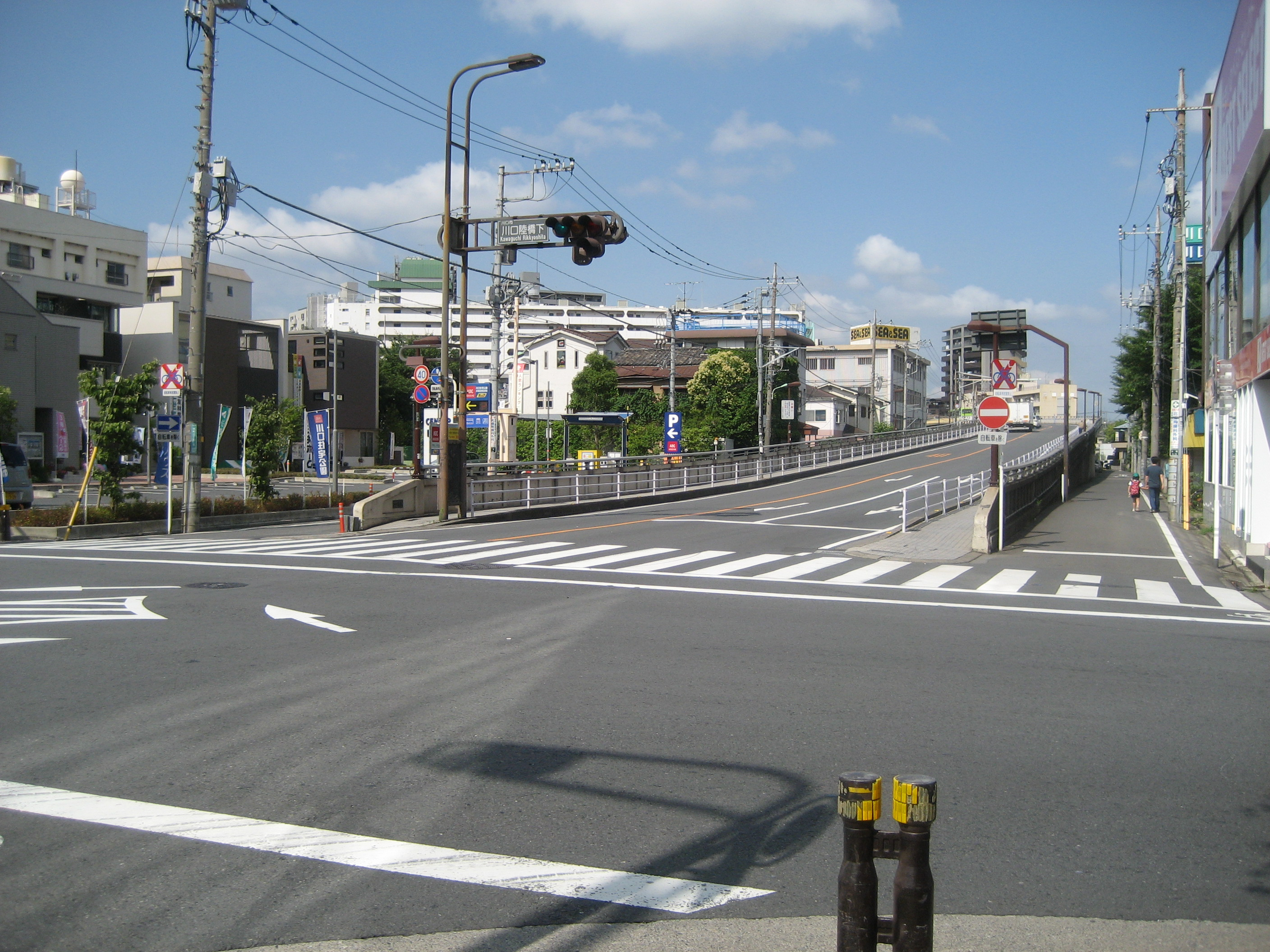
川口陸橋下交差点

## 別名
- オリンピック通り（戸田市）

## 関連事項
- 東京都の都道一覧
- 埼玉県の県道一覧